# Роберт II де Мёлан
Роберт де Бомон (Robert de Beaumont) (1142/45 — 16 августа или 20 сентября 1208) — последний граф Мёлана (1166—1204).
Сын Валерана (Галерана) IV, графа Мёлана и Вустера, и его жены Агнес де Монфор.
Около 1165 года женился на Матильде Корнуэльской (ум. 1216/21), дочери корнуэльского графа Реджинальда Данстэнвилля — внебрачного сына короля Генриха I Английского. Дети:
- Мабиль (ум. ок. 1204), жена Уильяма Ревьера, 5-го графа Девон
- Галеран V (ум. 1195/96), соправитель отца с 1182/83. Предок сеньоров де Курсёлль (Corseulles)
- Пьер (ум. 12 июня 1203)
- Генрих (ум. ок. 1204)
- Агнес, жена Ги IV сира де Ла Рош-Гюйон
- Жанна, жена Роберта II д’Аркура.

В 1166 году наследовал отцу, удалившемуся в монастырь. Имел крупные земельные владения на территории Франции, Англии и Нормандии.
Согласно Ла Року (Gilles-André de La Rocque), был основателем аббатства Барбери (Barbery).
Согласно Депуэну (Joseph Depoin), принимал участие в Третьем крестовом походе в составе английского войска, отплывшего в Святую землю в июле 1190 г.
Неудачно пытаясь балансировать между Англией и Францией, потерял все свои владения: Филипп II Август в 1204 г. конфисковал его французские сеньории, а до этого Ричард Львиное Сердце в 1192 г. — английские. Графство Мёлан было упразднено с присоединением к королевскому домену.
Свои последние годы Роберт де Бомон доживал в монастыре Прео.
Мёлан (без графского титула) с согласия короля унаследовал его младший брат Роже (1152—1221).